# Uilnachtzwaluw
De uilnachtzwaluw of Australische uilnachtzwaluw (Podargus strigoides) behoort tot de familie van de kikkerbekken (Podargidae).

## Kenmerken
Het verenkleed is voornamelijk grijs met roodbruine vlekjes, hetgeen bij beide geslachten gelijk is. Volwassen uilnachtzwaluwen zijn in totaal ongeveer 34 tot 53 centimeter lang en 175 tot 675 gram zwaar.

## Leefwijze
De uilnachtzwaluw is een nachtdier dat zich overdag schuilhoudt in het groen en leeft van allerhande diertjes, zoals kevers, hagedisjes en kleine knaagdieren. De uilnachtzwaluw zoekt dit voedsel niet zelf, maar gaat laag bij de grond zitten wachten tot hij een prooi ziet, deze slaat hij bij verrassing en wordt vervolgens op de grond dood gegooid. Als er gevaar dreigt, neemt deze vogel een typische houding aan: hij richt zijn hals op, houdt zijn snavel omhoog en sluit zijn ogen. Zo kan hij eenvoudig over het hoofd gezien worden. In deze houding slapen de dieren ook dikwijls.

## Voortplanting
Uilnachtzwaluwen maken hoog in een boom een omvangrijk nest van takjes. Ze leggen 2 tot 4 eitjes, die door het vrouwtje in ongeveer 25 tot 30 dagen worden uitgebroed. Het voeren van de jongen is een taak die door beide ouders wordt uitgevoerd. Op een leeftijd van 5 weken vliegen de jongen uit. Jonge vogels kruipen gelijk naar de rand van het nest om daar hun ontlasting over de rand te laten vallen.
Het volgende jaar komt hetzelfde paartje terug op het nest dat ze verlaten hebben, knappen dit op en beginnen opnieuw aan een broedperiode. Dit paartje houdt dit jaren vol, omdat als ze eenmaal een paartje gevormd hebben, dit blijven tot een van de twee dood gaat.

## Verspreiding
Deze soort komt voor in de beboste streken van Australië en Tasmanië. Uilnachtzwaluwen leven hoofdzakelijk in beboste streken, maar trekken de laatste jaren ook vaker naar parken van dorpen en steden.
De soort telt drie ondersoorten:
- P. s. brachypterus: westelijk en centraal Australië.
- P. s. phalaenoides: noordelijk Australië.
- P. s. strigoides: oostelijk Australië en Tasmanië.